# Династија Јуан
Династија Јуан или Монголска династија је назив за период 1271-1368. у којем је Кином по први пут у историји владала династија страних освајача. Иако је монголски владар Џингис-кан освојио северну Кину почетком 13. вијека, тек је његов унук Кублај-кан успео да доврши освајање Кине, односно јужног дијела који је био под династијом Сунг. Године 1271. се прогласио кинеским царем и формално установио нову династију Велики Јуан. Раздобље династије Јуан је било релативно кратко, али се под управом монголских царева Кина поновно ујединила, економски опоравила и дошла у додир са низом других народа и култура. У том је периоду Кину посетио Марко Поло. Како су цареви династије Јуан све више примали кинеску културу, тако је нестајао њихов утицај међу другим монголским кановима. У међувремену су их кинески поданици и даље сматрали страним освајачима те су године 1368. истерани из Кине након дуготрајног сељачког устанка Црвених турбана (1338-1368), од стране оснивача династије Минг. Остаци династије Јуан су владали Монголијом, да би у 17. вијеку формално власт предали манџурској династији Ћинг.

## Оснивање
Иако је Џингис-кан (устанак бившег поданика Ђин царства) устоличен са кинеском титулом цара 1206. године, а Монголско царство је деценијама владало неким кинеским територијама, укључујући и данашњу северну Кину, тек 1271. године Кублај Кан је званично прогласио династију у традиционалном кинеском стилу, а освајање је завршено тек 1279. године када је династија Јужни Сунг поражена у бици код Јамена. До тада је његово царство било изоловано од осталих монголских каната и контролисало је већи део савремене Кине и околних подручја, укључујући и модерну Монголију. Била је то прва неханска династија која је владала читавом Кином и трајала је до 1368. године када је династија Минг поразила Јуанске снаге. Након тога, поражени владари Џингисида повукли су се на Монголску висораван и наставили да владају као династија Северни Јуан.
Неки од Јуанских царева су савладали су кинески језик, док су други користили само свој матерњи монголски језик и монголско квадратно писмо.
Након поделе Монголског царства, династија Јуан била је канат којим су владали наследници Монгке кана. У званичним кинеским историјама династија Јуан носила је небески мандат. Династију је основао Кублај Кан, али је свог деду Џингис-кана ставио у царске записе као званичног оснивача династије и доделио му храмовно име Тајцу. У едикту под насловом Проглашење династичког имена, Кублај је објавио име нове династије као Велики Јуан и тврдио је порекло од бивших кинеских династија од Три суверена и пет царева до династије Танг.
Поред кинеског цара, Кублај кан такође је полагао право на титулу Великог кана, врховног над осталим канским наследницима: Чагатајима, Златном Хордом и Илканатом. Као такав, Јуан се понекад називао и Царством Великог Кана. Међутим, док су западни ханови повремено признавали захтев за превласт јуанских царева, њихова потчињеност била је номинална и сваки је наставио свој властити развој.

## Пад династије Јуан
Нагло захлађење почетком 14. века (такозвано Мало ледено доба), које се осетило од Енглеске до Кине, довело је до пада пољопривредне производње и политичке нестабилности у средњовековним државама оног времена. У Европи је наступила Велика глад (1314-1322), а у Кини су од 1320. узастопна изливања Жуте реке уништила летину, проузрокујући глад и велике таласе избеглица, које је влада династије Јуан прогласила за разбојнике и ставила ван закона. Након поплава и глади наступила је куга: прва епидемија 1334. однела је 13 милиона живота (од укупно 100-120 милиона), а након велике поплаве 1344. куга је захватила читаву северну и средњу Кину, где ће трајати све до 1362. Након изливања Жуте реке 1344, повећани порези и општа мобилизација сељака за поправку насипа изазвали су локалне устанке сељака у читавој земљи, који су убрзо прерасли у организоване побуне и оборили власти у многим провинцијама. Локалне устаничке вође у разним крајевима проглашавале су се за краљеве: до 1351. власт династије Јуан у јужној Кини практично је нестала, а осам устаничких краљева ступило је у борбу за власт, како против династије Јуан тако и међусобно. Након 17 година грађанског рата и хаоса, најмоћнији устанички покрет, такозвани устанак Црвених турбана, до 1368. заузео је читаву Кину, а вођа устаника Џу Јуенџанг постао је први цар нове династије Минг.